# Paul André (écrivain suisse)
Pour les articles homonymes, voir Paul André et André.
Paul André, né le 24 février 1905 à Genève et mort le 1er avril 1993 à Reignier (Haute-Savoie), est un essayiste et journaliste vaudois.

## Biographie
Originaire de Saint-Cergue, Paul André fait ses études de lettres à Paris. Il reçoit le prix Paul-Teissonnière de l’Académie française en 1954 pour La Jeunesse de Bayle et le prix littéraire de la Confrérie des Chevaliers du Tastevin en 1961.
En 1962, il vit à Chailly-sur-Clarens et est l'auteur de plusieurs essais, parmi ceux-ci Les Survivants (1940), Les caprices (1940), Hugues Capet (1941), Silence obligé (1944), La Suisse française, Terre alémanique (1946), La Jeunesse de Bayle (1954) et Les Propos du gourmet (1961).

## Sources
- « Paul André », sur la base de données des personnalités vaudoises sur la plateforme « Patrinum » de la Bibliothèque cantonale et universitaire de Lausanne.
- Écrivains suisses d'aujourd'hui, Berne, 2002, p. 449